# Baiji (cidade)

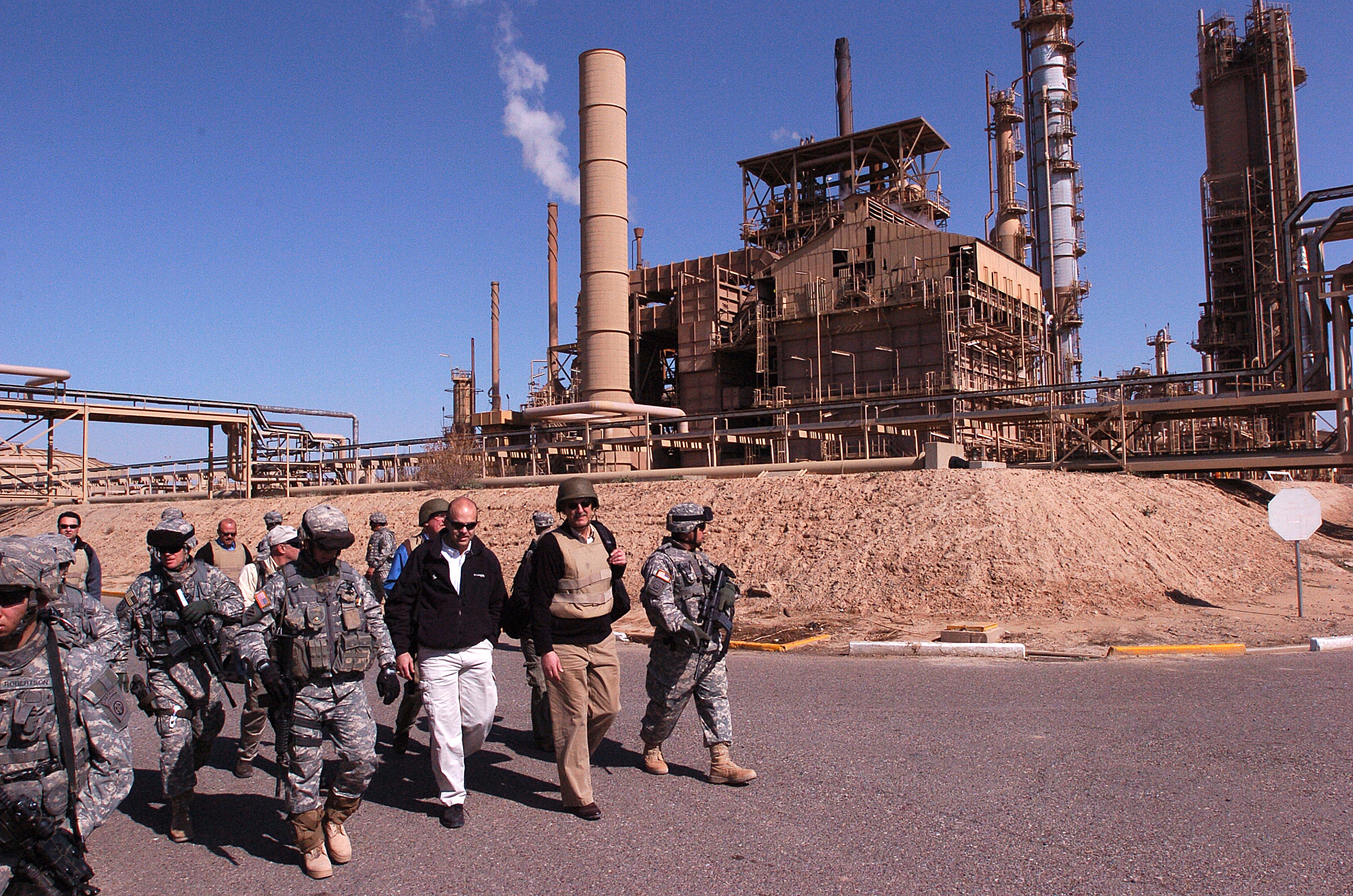
Uma das refinarias de Bayji.

Baiji (árabe: بيجي ) é uma cidade situada na província de Saladino, no norte do Iraque, a cerca de 200 km ao norte de Bagdá, às margens da principal estrada para Mossul. Tem uma população de aproximadamente 200 000 habitantes. Considerada como um importante centro industrial, ficou conhecida principalmente por sua refinaria de petróleo, a maior do Iraque, e por uma grande usina de geração de energia elétrica.
A cidade foi bombardeada durante a Guerra do Golfo de 1991, e cerca de 80% das instalações da refinaria de petróleo foram destruídas. Embora tivesse sido rapidamente reconstruída, voltou a operar por alguns meses, após o fim da guerra. A falta de manutenção e de peças de reposição, em decorrência do embargo comercial das Nações Unidas contra o Iraque, causou a deterioração da refinaria, que, no fim dos anos 1990, estava em condição precária, poluindo seriamente a área circundante.
Baiji foi capturada com pouco ou nenhuma resistência durante a invasão do Iraque em 2003. No final de abril daquele ano, foram encontrados barris de produtos químicos, em uma área de armazenamento perto da cidade, e pensou-se que continham ciclosarin - usado como arma química, por causar danos severos ao sistema nervoso. Na sequência, tropas dos Estados Unidos descobriram uma refinaria de petróleo subterrânea em Baiji e suspeitaram que se tratasse de uma fábrica de armas químicas. Ambas as suspeitas afinal se revelaram inteiramente falsas, na inútil busca por armas de destruição em massa no Iraque. Após a invasão, Baiji foi palco de uma série de ataques de insurgentes. A cidade situa-se em uma das extremidades do chamado "triângulo sunita", região que apoiava Saddam Hussein. Oleodutos e outros elementos da infraestrutura do petróleo foram severamente atingidos por insurgentes, durante a guerra.

## Queda da cidade para o Estado Islâmico e batalha pela refinaria de Baiji em 2014
Em 17 de junho de 2014, no contexto da insurgência no norte do Iraque, a refinaria de Baiji foi fechada, os funcionários estrangeiros foram retirados e apenas os empregados locais permaneceram em seus postos. A cidade fora tomada por grupos de insurgentes sunitas liderados pelo Estado Islâmico. Os militares ainda controlavam a instalação petrolífera, responsável por um quarto de toda a capacidade de refino do país, destinada ao consumo doméstico, produzindo gasolina e combustíveis para geradores de energia. Segundo uma fonte do Ministério do Petróleo iraquiano, a perda da refinaria poderia causar uma crise no abastecimento do norte do país, incluindo a Região Autônoma do Curdistão. No dia seguinte, os militantes controlavam 75% da refinaria, que se estende por vários quilômetros nas proximidades do rio Tigre. Em 20 de junho, a refinaria havia se transformado num campo de batalha entre forças do governo iraquiano e os milicianos sunitas do Estado Islâmico. 